# Noumgha
Noumgha (ou Noumga, Banounga, Banoumga) est un village du Cameroun situé dans le département du Ndé et la Région de l'Ouest. Il fait partie de l'arrondissement de Bangangté.

## Population
En 1966, le village comptait 338 habitants. Lors du recensement de 2005, on y a dénombré 283 personnes.